# Kamaltin Muchamedschanow
Kamaltin Jeskendiruly Muchamedschanow (kasachisch Камалтин Ескендірұлы Мұхамеджанов, russisch Камалтин Ескендирович Мухамеджанов Kamaltin Jeskendirowitsch Muchamedschanow; * 20. September 1948 in Nagumanowo, Kasachische SSR) ist ein kasachischer Politiker.

## Leben
Kamaltin Muchamedschanow wurde 1948 im Dorf Nagumanowo in Ostkasachstan geboren. Er absolvierte 1976 das Gebäude- und Straßen-Institut in Ust-Kamenogorsk und arbeitete dann für die Behörden der Stadt Temirtau, wo er sich als Chefingenieur  um die Busflotte kümmerte.
Seit 1985 arbeitete er im Metallurgischen Werk (heute Stahlwerk von ArcelorMittal) in Temirtau. Ab 1990 war Muchamedschanow auch politisch aktiv, so wurde er Vorsitzender des Stadtrates und Leiter der Stadtverwaltung von Temirtau. Zwischen 1993 und 1995 war er stellvertretender Leiter der regionalen Verwaltung. 1995 absolvierte er die Russische Akademie für Volkswirtschaft und Öffentlichen Dienst beim Präsidenten der Russischen Föderation in Moskau. Anschließend ging er in die Privatwirtschaft und war stellvertretender Generaldirektor des Unternehmens Karvol. Von März 1997 März 1998 war er Bürgermeister der Stadt Kökschetau und im Oktober 1999 wurde er zum Äkim (Gouverneur) des Gebietes Qaraghandy ernannt. Diesen Posten verließ er am 19. Januar 2006, da er im Kabinett von Kärim Mässimow zum neuen Minister für Umweltschutz ernannt wurde. Diesen Posten behielt er knapp zwei Monate, da er am 28. März 2006 bereits seinen Rücktritt als Minister verkündete. Von April 2006 an war er Generaldirektor bei Kazakhmys in Qaraghandy.